# Cape Neddick (Maine)
Cape Neddick es un lugar designado por el censo ubicado en el condado de York en el estado estadounidense de Maine. En el Censo de 2010 tenía una población de 2.568 habitantes y una densidad poblacional de 250,07 personas por km².

## Geografía
Cape Neddick se encuentra ubicado en las coordenadas 43°10′19″N 70°37′26″O / 43.17194, -70.62389. Según la Oficina del Censo de los Estados Unidos, Cape Neddick tiene una superficie total de 10.27 km², de la cual 9.65 km² corresponden a tierra firme y (6.03%) 0.62 km² es agua.

## Demografía
Según el censo de 2010, había 2.568 personas residiendo en Cape Neddick. La densidad de población era de 250,07 hab./km². De los 2.568 habitantes, Cape Neddick estaba compuesto por el 98.25% blancos, el 0.31% eran afroamericanos, el 0.08% eran amerindios, el 0.23% eran asiáticos, el 0% eran isleños del Pacífico, el 0.19% eran de otras razas y el 0.93% pertenecían a dos o más razas. Del total de la población el 1.09% eran hispanos o latinos de cualquier raza.